# شروط إظهار العاطفة (فلم)
شروط إظهار العاطفة أو عبارات المودة(بالإنجليزية: Terms of Endearment) فيلم دراما أمريكي من إنتاج عام 1983, أخرجه المخرج الأمريكي جيمس بروكس, عن رواية للكاتب لاري ماكمرتري, تتحدث عن علاقة الأم أورورا (شيرلي ماكلين) بابنتها في الفيلم إيما (ديبرا وينغر) ومحاولة كل منهما العثور على الحب الحقيقي. يمثل جاك نيكلسون دور رائد فضاء متقاعد تتعرف عليه الأم وتقوم قصة حب بينهما. الفيلم رشح لعشر جوائز أوسكار فاز 5 منها عن فئات أفضل فيلم، أفضل إخراج، أفضل ممثلة بدور رئيسي شيرلي ماكلين وأفضل ممثل بدور مساعد جاك نيكلسون وأفضل سيناريو، كما نال على 4 جوائز غولدن غلوب عن نفس الفئات بدون الإخراج.

## وصلات خارجية
- مقالات تستعمل روابط فنية بلا صلة مع ويكي بيانات

| سبقه غاندي | أوسكار - أفضل فيلم 1983 | تبعه أماديوس |